# GetRight
GetRight — условно-бесплатный менеджер закачек для Windows, разработанный компанией Headlight Software. Поддерживает браузеры Internet Explorer, Firefox и Opera. На сайте производителя имеется около 200 скинов и пользовательские переводы интерфейса. Цена около 20 долларов США. Развитие остановилось в 2011 году. Был очень популярен в мире на заре развития интернета в конце 90-х — начале 2000-х из-за возможности докачки файлов, так как диалап-соединение часто разрывалось. С развитием браузеров и вытеснением ненадежного диалапа популярность программы быстро угасла.

## Достоинства
- Возможность тонкой настройки.
- Поддержка пакетного импорта ссылок для скачивания из текстового файла (*.urls).
- Возможность создания отдельных папок для разных расширений загружаемых файлов.
- Возможность ускорения скачивания файла за счёт скачки его сегментов с различных серверов.
- Возможность дозакачки файла, если имеется ранее скачанная его часть (например, другой программой).
- Возможность предварительно узнать размер файла перед его загрузкой.
- Поддержка протоколов HTTPS и FTP а также, BitTorrent.
- Управление скоростью закачки, последовательная закачка или вручную.
- Встроенный HTTP и FTP браузер.
- Поддержка закачки (upload) по FTP.
- Поддержка закачки подкастов, в том числе по расписанию.
- Возможность изменить строку User Agent.

## Неудобства
- При загрузке файлов нет возможности создать для них отдельную папку, сортировку приходится выполнять вручную уже после загрузки, копируя их из папок по умолчанию.
- Плохая совместимость с современными браузерами.

### Обзоры
- Ростислав Панчук. Менеджеры загрузки. Домашний ПК. ITC.ua (1 мая 2002). Дата обращения: 6 июня 2011. Архивировано 2 марта 2012 года.
- Светлана Шляхтина. В мире download-менеджеров. 3DNews (26 февраля 2010). Дата обращения: 6 июня 2011.
- Михаил Демидов. Тест ускорителей загрузки данных из Интернета. СNews (23 января 2008). Дата обращения: 6 июня 2011. Архивировано из оригинала 18 октября 2008 года.